# 自由部落區

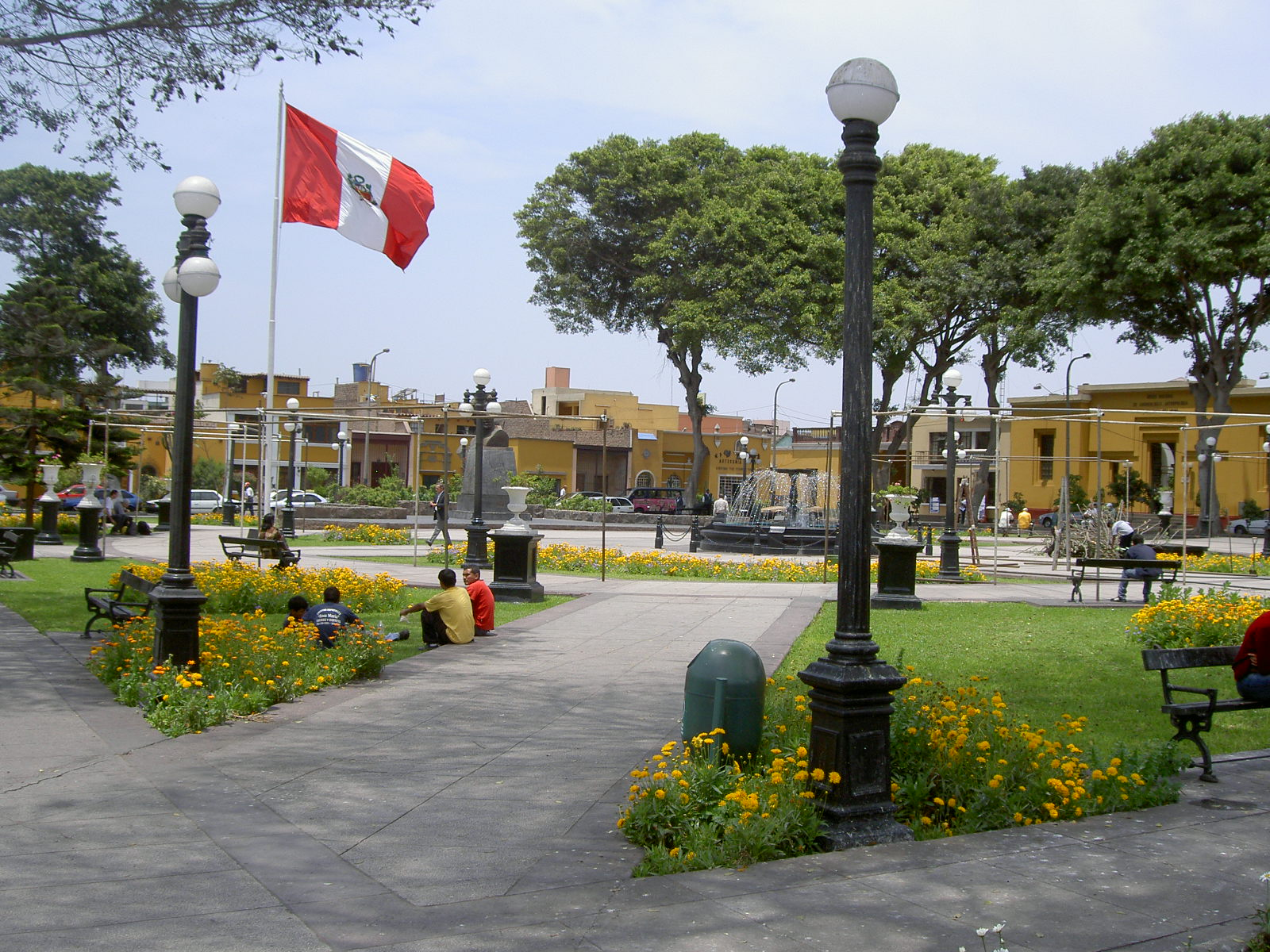

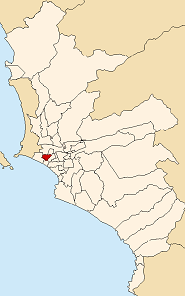

12°4′13″S 77°3′45″W / 12.07028°S 77.06250°W
自由部落區（西班牙語：Distrito de Pueblo Libre），是秘魯的一個區，位於該國西部利馬大區的利馬省，始建於1821年，面積4.38平方公里，海拔高度90米，2005年人口71,892，人口密度每平方公里16,000人。